# Teplowka (Kursk)
Teplowka (russisch Тепловка) ist ein Dorf (derewnja) in der Oblast Kursk in Russland. Es gehört zum Rajon Chomutowka und zur Landgemeinde (selskoje posselenije) Glamasdinski selsowjet.

## Geographie
Der Ort liegt gut 98 km Luftlinie nordwestlich des Oblastverwaltungszentrums Kursk im südwestlichen Teil der Mittelrussischen Platte, 17 km südöstlich des Rajonverwaltungszentrums Chomutowka, 9 km vom Sitz des Dorfsowjet – Glamasdino, 28 km von der Grenze zwischen Russland und der Ukraine.

### Klima
Das Klima im Ort ist wie im Rest des Rajons kalt und gemäßigt. Es gibt während des Jahres eine erhebliche Niederschlagsmenge. Dfb lautet die Klassifikation des Klimas nach Köppen und Geiger.

## Bevölkerungsentwicklung
| Jahr | Einwohner |
| ---- | --------- |
| 2002 | 36        |
| 2010 | 11        |

Anmerkung: Volkszählungsdaten

## Verkehr
Teplowka liegt 22 km von der Fernstraße föderaler Bedeutung M3 Ukraina (Moskau – Kaluga – Brjansk – Grenze zur Ukraine), 15 km von der Straße A 142 (Trosna – M3 Ukraina), 15 km von der Straße regionaler Bedeutung 38K-040 (Chomutowka – Rylsk – Gluschkowo – Tjotkino – Grenze zur Ukraine), an der Straße 38K-003 (Dmitrijew – Berjosa – Menschikowo – Chomutowka), 1,5 km von der Straße interkommunaler Bedeutung 38N-064 (38K-003 – Malejewka) und 25,5 km von der nächsten Eisenbahnhaltestelle 536 km (Eisenbahnstrecke Nawlja – Lgow-Kijewskij) entfernt.
Der Ort liegt 188 km vom internationalen Flughafen von Belgorod entfernt.